# Aelfthryth
Ælfthryth (też Elfryda,  Aethelthryth, zm. 929) – księżniczka angielska, hrabina Flandrii.
Była córką Alfreda Wielkiego, króla Wessexu, i Ealhswith. W 883 lub 884 roku poślubiła Baldwina II, hrabiego Flandrii. Zmarła w 929 roku, została pochowana w opactwie św. Piotra w Gandawie, obok swojego męża, którego ciało wcześniej przeniosła tam z opactwa St. Bertin w Saint-Omer.

## Dzieci
Ælfthryth i Baldwin mieli czwórkę dzieci:
- Arnulf I Wielki, hrabia Flandrii
- Adelolf, hrabia Boulogne
- Ealswid
- Ermentrud